# Revue parisienne
La Revue parisienne est une revue mensuelle littéraire et politique fondée par Honoré de Balzac qui parut en juillet, août et septembre 1840.

## Historique
L’expérience ruineuse de La Chronique de Paris aurait dû décourager Balzac à jamais de toute entreprise de presse, mais en 1839, Armand Dutacq, directeur du grand quotidien Le Siècle, lui offre de financer une petite revue mensuelle. Aussitôt, Balzac imagina la Revue parisienne dont Dutacq serait administrateur et avec lequel il partagerait les bénéfices. L’entreprise était censée servir les intérêts du feuilletoniste Balzac à une époque où Alexandre Dumas et Eugène Sue géraient habilement le genre dans les quotidiens. Très à l’aise pour exploiter les recettes du feuilleton, ils utilisaient, mieux que Balzac, le principe du découpage et du suspens. L’auteur de La Comédie humaine se lança dans la compétition, rédigeant pratiquement seul pendant trois mois une revue qu’il voulait également littéraire et politique. Il publia entre autres, le 25 juillet 1840, Z. Marcas, qui fut intégré à La Comédie humaine, en août 1846, dans les Scènes de la vie politique.
Outre ses attaques contre le régime monarchique, la Revue parisienne se distingue par des critiques littéraires assez violentes dans l’éloge comme dans la charge. Parmi ses victimes, on compte Henri de Latouche avec lequel il était brouillé et qu’il haïssait désormais : « Monsieur de Latouche n’a ni l’art de préparer des scènes, ni celui de dessiner des caractères, de former des contrastes, de soutenir l’intérêt ».
Et aussi, son ennemi naturel, Sainte-Beuve, dont le Port-Royal fait l’objet d’un véritable déchaînement. Balzac se vengeait des humiliations passées : « Monsieur Sainte-Beuve a eu la pétrifiante idée de restaurer le genre ennuyeux. En un point, cet auteur mérite qu’on le loue : il se rend justice, il va peu dans le monde et ne répand l’ennui que par sa plume […] ».
Balzac s’en prend encore çà-et-là, assez injustement, à Eugène Sue, mais il rend un hommage vibrant à La Chartreuse de Parme de Stendhal à une époque où, d’un commun accord, la presse restait muette sur ce roman : « Monsieur Stendhal a écrit un livre où le sublime éclate de chapitre en chapitre. Il a produit, à l’âge où les hommes trouvent rarement des sujets grandioses, et après avoir écrit une vingtaine de volumes extrêmement spirituels, une œuvre qui ne peut être appréciée que par les âmes et les gens supérieurs […] ». Goethe se montra lui aussi très admiratif de Stendhal dans les Conversations avec Goethe (ouvrage de Johann Peter Eckermann).
Mais cela marque le dernier numéro de la Revue parisienne qui s’éteignit après la troisième parution. Balzac et Dutacq partagèrent les pertes qui n’étaient d’ailleurs pas très lourdes. Cependant, une fois encore, Balzac avait échoué dans la presse et dans les affaires.